# SMS Kronprinz (1914)
SMS Kronprinz – niemiecki pancernik typu König z okresu I wojny światowej. W skład Cesarskiej Marynarki Wojennej wszedł w listopadzie 1914 roku. Okręt otrzymał imię dla uczczenia księcia koronnego Wilhelma. Zatopiony przez załogę w Scapa Flow w czerwcu 1919 roku.

## Projekt i budowa
Zamówienie na kolejny pancernik typu König zostało złożone w stoczni Germaniawerft w Kilonii. Okręt miał zastąpić stary pancernik SMS „Brandenburg”, dlatego podczas budowy nosił tymczasową nazwę „Ersatz Brandenburg”, nadano mu stoczniowy numer budowy 182.  

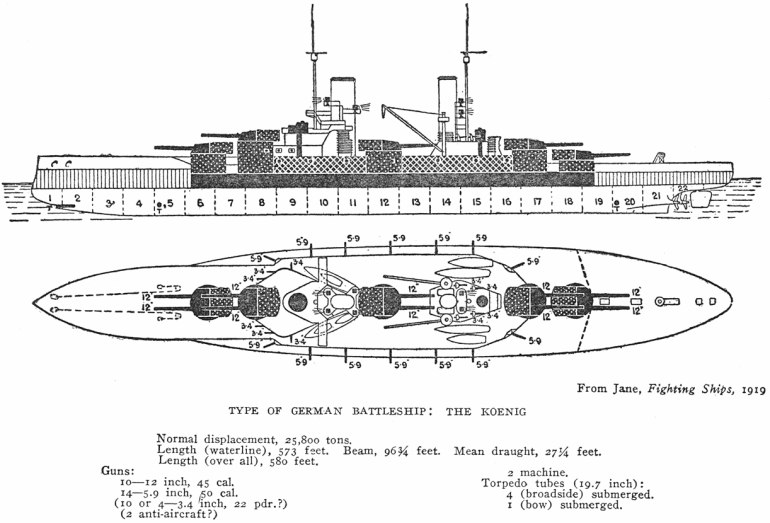
Rzuty pancernik typu König

Budowa okrętu rozpoczęła się w maju 1912 roku. Wodowanie nastąpiło 21 lutego 1914 roku. Początkowo planowano ukończyć budowę w 1915 roku, jednak z powodu wybuchu I wojny światowej prace uległy przyśpieszeniu, w wyniku czego wejście do służby w Cesarskiej Marynarce Wojennej nastąpiło 8 listopada 1914 roku.  

## Służba
Po wejściu do służby wszedł w skład III Eskadry Floty Oceanicznej. Ostatecznie próby morskie zakończyły się 2 stycznia 1915 roku. Pierwszą misją okrętu był dwudniowy wypad w rejonie Morza Północnego zakończony 30 marca, który nie zakończył się kontaktem z przeciwnikiem. W kwietniu wraz z innymi okrętami typu König ochraniał lekkie krążowniki podczas akcji stawiania min morskich. W maju 1915 roku uczestniczył w ćwiczeniach na Morzu Bałtyckim, a także brał udział w ochranianiu kolejnych akcji stawiania min w rejonie Morza Północnego. 25 kwietnia 1916 roku ochraniał niemieckie krążowniki liniowe podczas akcji ostrzeliwania brytyjskiego wybrzeża.  

### Bitwa jutlandzka
„Kronprinz” wziął udział w bitwie jutlandzkiej jako część Floty Pełnomorskiej. W początkowej fazie bitwy był ostatnią jednostką w szyku okrętów V Dywizji III Eskadry. Pierwszym celem który ostrzelał były brytyjskie lekkie krążowniki, a następnie pancernik HMS Malaya. W dalszym przebiegu bitwy jego pociski mogły się przyczynić do zatopienia krążownika pancernego HMS „Defence”. „Kronprinz” jako jeden z niewielu dużych niemieckich okrętów uniknął uszkodzeń podczas bitwy. Podczas starcia wystrzelił łącznie 144 pociski kalibru 305 mm. 

### Operacja Albion
W październiku 1917 roku „Kronprinz” stanowił część floty 300 niemieckich okrętów przeznaczonych do operacji morsko-lądowej, ubezpieczających operację desantową na archipelagu Wysp Moonsudzkich w Zatoce Ryskiej, wówczas należących do Imperium Rosyjskiego. 16 października „Kronprinz” ostrzelał i trafił rosyjski pancernik „Cesariewicz” i krążownik „Bajan”.

### Samozatopienie w Scapa Flow
Po zakończeniu I wojny światowej został wraz z innymi okrętami Floty Pełnomorskiej internowany w bazie Royal Navy w Scapa Flow znajdującej się na Orkadach.
21 czerwca 1919 roku niemiecka załoga dokonała samozatopienia okrętu. Wrak pancernika spoczął na większej głębokości niż inne okręty, dlatego zrezygnowano z jego podniesienia i złomowania. Po II wojnie światowej wydobyto niewielkie ilości stali z okrętu z przeznaczeniem na urządzenia badawcze i pomiarowe m.in. liczniki Geigera, ponieważ stal ta nie zawierała w swojej strukturze promieniotwórczych cząsteczek obecnych w stali produkowanej po II wojnie światowej.